# 下渡橋 (木曽川)
下渡橋（しもわたりばし）は、岐阜県可児市（旧可児郡兼山町）と加茂郡八百津町の木曽川に架かる岐阜県道351号御嵩川辺線の橋梁である。現在の橋は2代目である。

## 概要
- 供用 ：1976年（昭和51年）
- 延長：120m
- 幅員：8m （車道6m 歩道2m）
- 形式：ランガー橋
- 区間：岐阜県可児市兼山 - 岐阜県加茂郡八百津町和知

## 沿革
1925年（大正14年）9月、下渡橋（初代）が開通する。延長69m、幅2mの全木製の吊り橋であり、建設の際、1923年（大正12年）に兼山橋（3代目）の架橋により不要となった兼山橋（2代目）の資材を流用した。そのため耐久性に問題があり、人・二輪車専用の橋であった。
1976年（昭和51年）、現在の2代目の橋が開通する。